# Kuća Zanchi
Kuća Zanchi je barokna palača u Komiži i zaštićeno kulturno dobro.

## Opis dobra
Trokatnica obitelji Zanchi najljepši je primjer baroknog graditeljstva u Komiži. Izgrađena je krajem 17. stoljeća na obali, na sjevernoj strani trga. Ističe se detaljima neuobičajenim za stambeni barok Dalmacije. Položena je dužom stranicom okrenutom dvorištu i moru, a zabatom prema trgu. Na uglovima dvostrešnog krovišta ima luminare koji nadvisuju bočna pročelja i čije uglove ukrašavaju istaknute guglie, a nad zabatom okrenutom trgu ima ukrašen dimnjak. Na zabatnom pročelju ima balkon i nad njim reljefnu udubinu s Gospinim kipom.

## Zaštita
Pod oznakom Z-6210 zavedena je kao nepokretno kulturno dobro - pojedinačno, pravna statusa zaštićena kulturnog dobra, klasificirano kao "Profana graditeljska baština".